# Gabero
Gabero è un comune rurale del Mali facente parte del circondario di Gao, nella regione omonima.
Il comune è composto da 16 nuclei abitati:
- Haoussa-Foulane (centro principale)
- Banikane
- Borno
- Boya
- Dongomé
- Gaina
- Gargouna
- Gouthine
- Kardjimé
- Koissa
- Marga
- Peul
- Todjel-Gabero
- Todjel-Gargouna
- Traoré
- Zinda